# Olympische Sommerspiele 1904/Teilnehmer (Ungarn)
| Gelbes Symbol für Goldmedaillen mit stilisierten Olympischen Ringen | Graues Symbol für Silbermedaillen mit stilisierten Olympischen Ringen | Braundes Symbol für Bronzemedaillen mit stilisierten Olympischen Ringen |
| ------------------------------------------------------------------- | --------------------------------------------------------------------- | ----------------------------------------------------------------------- |
| 2                                                                   | 1                                                                     | 1                                                                       |

Ungarn nahm an den Olympischen Sommerspielen 1904 in St. Louis, USA, mit einer Delegation von vier Sportlern (allesamt Männer) an neun Wettbewerben in zwei Sportarten teil. Es war die dritte Teilnahme an Olympischen Sommerspielen für das Land.

## Medaillengewinner

### Olympiasieger
| Name              | Sportart  | Wettbewerb         |
| ----------------- | --------- | ------------------ |
| Zoltán von Halmay | Schwimmen | 50 Yards Freistil  |
| Zoltán von Halmay | Schwimmen | 100 Yards Freistil |

### Silber
| Name      | Sportart  | Wettbewerb                   |
| --------- | --------- | ---------------------------- |
| Géza Kiss | Schwimmen | 1 Meile (1609,34 m) Freistil |

### Bronze
| Name      | Sportart  | Wettbewerb         |
| --------- | --------- | ------------------ |
| Géza Kiss | Schwimmen | 880 Yards Freistil |

## Teilnehmer nach Sportarten

### Leichtathletik
- Lajos Gönczy
  - Hochsprung

Finale: 1,75 Meter, Rang vier
  - Standhochsprung

Finale: 1,35 Meter, Rang fünf

- Béla Mező
  - 60 Meter Lauf

Runde eins: ausgeschieden in Lauf drei (Rang vier)
  - 100 Meter Lauf

Runde eins: ausgeschieden in Lauf eins (Rang drei)
  - Weitsprung

### Schwimmen
- Géza Kiss
  - 880 Yards Freistil

Finale: 3. Platz 
  - 1 Meile Freistil

Finale: 28:28,2 Minuten, 2. Platz

- Zoltán von Halmay
  - 50 Yards Freistil

Halbfinale: Lauf eins (Rang eins), 29,6 Sekunden (olympischer Rekord)
Finale: 28,2 Sekunden (olympischer Rekord), 1. Platz 
  - 100 Yards Freistil

Halbfinale: Lauf eins (Rang eins), 1:02,8 Minuten (olympischer Rekord)
Finale: 1:02,8 Minuten (olympischer Rekord), 1. Platz